# Ryszard Kapuściński
Ryszard Kapuściński (uitspraakⓘ) (Pinsk, Polen (thans Wit-Rusland), 4 maart 1932 - Warschau, 23 januari 2007) was een Poolse journalist, schrijver en dichter.

## Levensloop
Geboren in een onderwijzersgezin in een armoedige streek die destijds tot Oost-Polen behoorde, wist de familie Kapuściński na het uitbreken van de Tweede Wereldoorlog een deportatiekonvooi van het Sovjet-Russische leger richting Siberië te ontvluchten en uit te wijken naar Lviv en vervolgens naar Warschau. Zijn vader sloot zich bij het verzet aan en de jonge Kapuściński kreeg in de hoofdstad met ontberingen zoals honger te maken.
Na de oorlog studeerde hij geschiedenis en Poolse taal- en letterkunde aan de universiteit van Warschau. In 1949 maakte hij zijn debuut met gedichten in het blad Dziś i Jutro. Bij het jeugdblad Sztandar Młodych deed hij zijn eerste schreden op het journalistieke pad; hij reisde ervoor door allerlei Aziatische landen waarbij hij onder meer India, China en omliggende landen aandeed.
Kapuściński sloot zich in 1953 bij de Poolse communistische partij aan. Eind jaren vijftig maakte hij onder andere journalistieke reportages over Belgisch-Kongo. Het belangrijke communistische weekblad Polityka waar hij bij was terechtgekomen, fungeerde begin jaren zestig als springplank naar het Poolse persbureau PAP. Kapuściński die destijds alleen de Poolse taal machtig was, werd vanaf 1964 voor dit persagentschap de enige buitenlandcorrespondent voor Latijns-Amerika, Azië en Afrika. Vooral laatstgenoemd continent inspireerde hem.
In Afrika maakte hij de dekolonisatie en de chaotische tijd daarna van nabij mee. Niet alleen zag hij 27 revoluties en staatsgrepen aan zich voorbijtrekken, ook werd hij viermaal ter dood veroordeeld.
Kapuściński genoot buitenslands volledige vrijheid, in tegenstelling tot zijn Poolse medeburgers die in eigen land te maken hadden met communistische overheidsrepressie. Vanwege die onderdrukking maakte Kapuściński altijd drie versies van zijn reportages. Een zwaar gecensureerde voor de kranten, een wat vrijere versie voor een blad voor de politieke toplaag en eentje die hij voor zichzelf en zijn te schrijven boeken placht te bewaren en die beide vorige versies overtrof.
Toen in 1981 Solidarność, de vrije vakbond van Wałęsa alsmede de journalistiek met een strenge aanpak van de Poolse communistische regering te maken kregen, besloot Kapuściński voor zijn lidmaatschap van de communistische partij te bedanken.
Behalve zijn journalistieke productie schreef hij verhalen over actuele historische onderwerpen die in meer dan dertig talen werden vertaald waaronder voor een deel ook in het Nederlands. Ook zag een dichtbundel genaamd "Notes" (Pools voor 'notities') in 1986 het levenslicht.
Ryszard Kapuściński die een aantal malen kanshebber leek te zijn op de Nobelprijs voor de Literatuur, maar deze desondanks nooit mocht ontvangen, overleed op 74-jarige leeftijd aan de gevolgen van een hartoperatie die hij enige dagen daarvoor had ondergaan.

## Invloed en inspiratie
Zijn journalistieke wijze van schrijven die het midden hield tussen literatuur en journalistiek en zijn aandacht voor het menselijke aspect bij gebeurtenissen van ingrijpende geschiedkundige waarde hebben veel invloed uitgeoefend op tal van andere journalisten.
Kapuściński zelf liet zich inspireren door de Historiën van de antieke Griekse schrijver Herodotus en door zijn landgenoot Bronisław Malinowski die als de uitvinder van de culturele antropologie geldt. Kapuściński placht de Historiën bij zijn reizen mee te nemen en las het boek keer op keer.
Op 26 februari 2010 publiceerde Artur Domosławski, een leerling van Kapuściński, een controversiële biografie: Kapuściński, non-fictie (Poolse titel). Domosławski beschrijft niet alleen verschillende buitenechtelijke relaties van Kapuściński, maar ook hoe hij het in zijn reportagewerk niet altijd even nauw nam met de letterlijke waarheid.

## Werken
Bekende werken van hem die in het Nederlands werden vertaald, zijn onder meer (tussen haakjes het jaar van verschijnen in de Nederlandse taal):
- De keizer: macht en ondergang van Ras Tafari Haile Selassie I (1984) – handelt over de val van de despotische Ethiopische keizer Haile Selassie waarmee hij in 1983 internationaal doorbrak, ISBN 906265178X
- De Sjah aller Sjahs (1986) – over de Iraanse Revolutie van 1979 maar dat op bedekte wijze eveneens beschrijft hoe het Polen in de jaren zeventig verging, ISBN 9029524952
- Nog een dag (1988) – beschrijft de burgeroorlog in Angola, ISBN 9029524979
- De voetbaloorlog (1991) – gaat o.a. over de grensoorlog die El Salvador en Honduras in de jaren zestig, naar aanleiding van een serie uit de hand gelopen voetbalwedstrijden, met elkaar uitvochten, ISBN 9029525096
- Imperium: ondergang van een wereldrijk (1993) – schetst vanuit het perspectief van het leven van alledag de neergang van de Sovjet-Unie, ISBN 9029525134
- Ebbenhout: Afrikaanse ontmoetingen (2000) – betreft een verslag van zijn wederwaardigheden in Afrika, ISBN 9029525312
- Lapidarium: observaties van een wereldreiziger 1980-2000 (2003) – weergave van zijn indrukken met bijbehorende overpeinzingen die hij in de jaren tachtig en negentig opdeed, ISBN 9029525525
- Reizen met Herodotos (2005) – zijn laatste boek waarin hij weergeeft wat hij zelf zag op de plekken die indertijd door Herodotus werden bezocht, ISBN 9029563230. Voor dit boek werd hem in Polen de publieksversie van de Nike-literatuurprijs toegekend.
- De Ander (2008) - Essays van de reporter van de eeuw. Voordrachten gehouden in Wenen en Krakau, ISBN 9789029566322 / NUR 320, 730
- De Draagbare Kapuscinski (2008) - Bloemlezing gekozen en ingeleid door Frank Westerman, ISBN  9789029538633 / NUR 320